# Kutrigurok

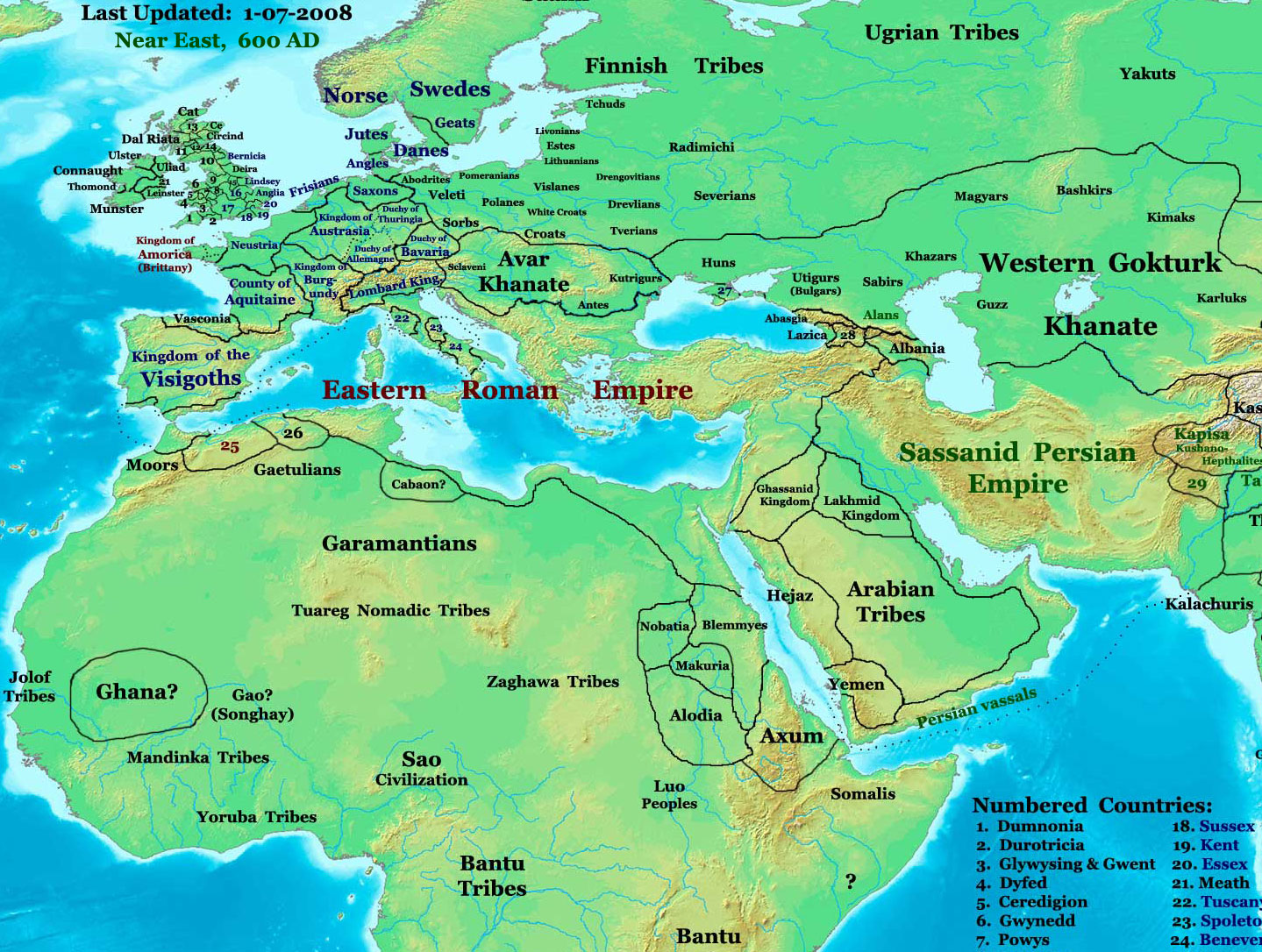
A Közel-Kelet 600-ban, rajta a kutrigurok elhelyezkedése

Az kutrigurok vagy kuturgurok egy 6-7. századi lovas nomád ogurok egyik törzsszövetsége volt – lásd még utrigurok, onogurok – az eurázsiai sztyeppén. Neve csuvasos nyelvek csoportjába, azaz ogur-törökök közé sorolja, szemben például a oguzok nyelvével. Nevének jelentése 'kutur ogur' azaz „kilenc ogur”, ami az adott törzsszövetségben kialakított törzsek számára utal.
Ezzel szemben, Sebestyén Gyula szerint, a szóban forgó név jelentése kut-urgur (kotrigur): hat-ugor.

## Történetük
Első említésük 539/540-ből származik. Akkor jöttek létre külön népként, mikor az avarok a huno-bolgárok felét leigázták, míg a keletiek megmaradtak szabad népnek, s ők lettek Szndlics vezetése alatt az utrigurok. A göktürköket, akik a 6. században elfoglalták a kutigurok területét, három testvér vezette az Imaon-hegység felől. Őket Bar Hebraeus ugyanúgy megemlíti, mint a 12. századi Szíriai Mihály antióchiai jakobita pátriárka. Ekkoriban nagyobbrészt a göktürk klánok hatalma alatt álltak.
552-ben a türkök megdöntötték a zsuanzsuanok birodalmát, akik vezető törzse, az ázsiai avarok nyugatra menekültek. Közben újabb törzseket magukhoz csatolva újra megerősödtek. Nyugat felé szorították az ekkor a mai Délkelet-Ukrajna területén élő kutrigurokat is, akik szláv szövetségeseikkel 558–559-ben óriási támadást indítottak a Bizánci Birodalom ellen három irányban. Egy sereg Görögországra támadt és egészen a Thermopülai-szorosig jutott, egy másik a Dardanellák felé, a harmadik Konstantinápoly ellen indult és óriási pusztítást vittek végbe.
558–559 telén I. Justinianus bizánci császár az utrigurok fejedelméhez fordult, hogy támadják meg a kutrigurokat, mivel ezek akkor Bizáncot fenyegették. A császár cserébe nekik ígérte a kutriguroknak eddig a béke fejében fizetett évi adót. Az eseményt Menandrosz Protektor írta le részletesen. Az utrigurok válaszukban megígérték, hogy elszedik a kutrigurok lovait, hogy ne tudjanak Bizáncra támadni. Elutasította viszont, hogy teljesen kiirtsa őket arra hivatkozva, hogy a kutrigurok az ő rokonaik, közös nyelvet beszélnek, szokásaik, származásuk hasonló.
567-re a kutrigurok a heftalitákkal együtt a keletről nyugatra menekült avarok által létrehozott Avar Birodalom részei lettek.